# НАТО пропаганда против Југославије
НАТО пропаганда током агресије на СРЈ су пропагандне активности НАТО у циљу остваривања утицаја на јавно мњење у циљу добијања подршке за спровођење агресије на СРЈ.

## Случај Рачак
| „ | Треба да се сетимо шта се десило у селу Рачак у јануару - невини људи, жене и деца одведени из својих кућа у јаругу, натерани да клече у прашини, покошени рафалима ни због чега што су учинили, него само због онога што јесу. | ” |
| — Председник САД Клинтон на конференцији за штампу 19. марта 1999, непосредно пред почетак бомбардовања | |   |

Случај Рачак (15. јануар 1999) је прекретница која је послужила као изговор за кулминацију ратне реторике усмерене против СРЈ, као и „легално покриће за почетак рата“. Шеф КВМ и главни амерички представник Вилијам Вокер је готово одмах након доласка на место сукоба (16. јануара) прогласио да је 45 албанска цивила било погубљено. Њујорк тајмс је већ 17. јануара на насловној страници објавио наслов: „Унакажена тела пронађена на Косову после српског напада“, без навођења информација о томе да је Ослободилачка војска Косова користила Рачак као базу из које је нападала полицију.
Пропаганда је инсистирала на термину „албански цивили“ иако је од самог почетка било јасно да су припадници или помагачи ОВК чинили најмање половину убијених. Такође, није се обраћала пажња на извештаје патолога да се не ради о погубљењима или стрељањима јер чак код 39 од 40 прегледаних лешева не постоје докази прислоњене пуцњаве или пуцњаве из непосредне близине, као ни то да је од 40 погинулих чак 37 на рукама имало трагове барутних честица.
Хелена Ранта, која је била главни фински патолог, 2004. године је изјавила да је Вилијам Вокер вршио притисак на њу пред конференцију за штампу у Приштини када је тражио да потврди његову причу о догађајима, а она је на конференцији за штампу рекла да се ради о „злочину против човечности“ и да су убијени „ненаоружани сељаци“ упркос извештајима патолога који су доказивали супротне ствари. Оригинални извештај је тек 2004. године дала на увид листу Франкфутер Зидојчецајтунг.

## Операција Потковица
Операција Потковица (буг. План „Подкова") је шифровани назив наводне војне операције Војске Југославије и полиције Србије која је имала за циљ протеривање свих Албанаца са територије Косова и Метохије 1998. и 1999. године.
Непосредно пред бомбардовање СРЈ влада Бугарске је начинила документ Операција потковица и предала га немачком министру спољних послаова Јошки Фишеру не залазећу у његову веродостојност. Истину о настанку документа „Операција потковица“ изнела је бивша министарка спољних послова Надежда Нејински (Михајлова 1999) у емисији „Тајна историја операције Потковица“ (буг. Тайната история на плана „Подкова") на бугарском каналу bTV 7. јануара 2012.
Детаље ове операције у јавности представио је немачки министар одбране Рудолф Шарпинг 7. априла 1999. године на конференцији за штампу као доказе постојања ове операције, док су медији, а нарочито немачки, британски и амерички ширили причу о овој операцији. Југословенско руководство на челу са председником СРЈ, Слободаном Милошевићем, одмах је демантовало тврдње о постојању овакве операције.
Тврдње о постојању „Операције Потковица“ послужиле су НАТО снагама као оправдање за ваздушне нападе на СРЈ који су, без УН мандата и одговарајуће резолуције СБ, почели 24. марта и завршили се 78 дана касније, 10. јуна 1999. године. НАТО напади су добили већу подршку у јавности захваљујући овим тврдњама, као и тврдњама да су напади били неопходни како би се спречило етничко чишћење Албанаца на Косову и Метохији, које су Војске Југославије и полиције Србије наводно том операцијом планирале и започеле.

## Случај Рогово
Сукоб у селу Рогову (селу Ругову), догодио се 29. јануара 1999. Британски и Амерички новинари идентификовали су жртве као „етничке Албанце“. Оно што је у извештајима недостајало јесте да се радило о члановима ОВК или онима који су подржавали ОВК. А Министар одбране Немачке Рудолф Шарпинг у то време је сукоб навео као „масакр“. Тужилаштво Хашког трибунала је довело у везу убиства у Рогову у везу са случајем Рачак чиме је сугерисало да се ради о истом принципу који су примењивале српске власти, а онда су одбацили све даље изворе о Рогову, очигледно због недостатка поузданих доказа.
Случај Рогово је остао упамћен по конференцији за штампу Рудолфа Шарпинга 27. априла 1999. године, када је приказао слике убијених људи говорећи да се ради о масакру, а фотографије су урадиле српске власти на месту сукоба у присуству представника ОЕБС и немачког полицајца Хенинга Хенша који је негирао да се радило о масакру.

## Психолошке операције
НАТО је започињањем агресије започео и психолошка дејства на војна и цивилна лица. Масовна психолошка кампања (енгл. psychological operations) је укључивала радио обраћања, бацање пропагандних летака и ТВ емитовања. Садржина пропагандних летака је најчешће везана за претње од употребе модерног наоружања, покушај стварања забуне у позадини и у другим војним јединицама као и покушај стварања раздора између између Војске Југославије и Полиције Србије.